# Christiansværn
Christiansværn er det bedst bevarede af de fem tilbageværende danske forter på Dansk-Vestindiske Øer. Det ligger i Christiansted på Sankt Croix. Fortet blev opført på restene af det franske fort Saint Jean fra 1645, desuden anvendtes gule mursten til bygningerne. Murstenene var kommet til øen som ballast i sejlskibe.

## Historie
Fortet blev påbegyndt i 1734 og stod færdigt i 1749, men blev senere udvidet. Det nuværende fort er fra 1830'erne, da meget af fortet blev ødelagt af en orkan i 1837. I dag er fortet et velbevaret eksempel på 1700-tallets militærarkitektur.
Fortet blev frem til 1878 anvendt som forsvarsværk, og derefter som både politistation og retsbygning. Overtagelsesceremonien i forbindelse med USA's overtagelse af de Dansk-Vestindiske Øer fandt sted på fortet i 1917.
I 1989 medførte Orkanen Hugo store ødelæggelser på fortets ydermure, men de er siden blevet restaureret.
Christiansværn og de omkringliggende bygninger, der indgår i Christiansted National Historic Site, er åbne for turister.
I 2003 var fortet location for optagelserne til julekalenderen Nissernes Ø